# Przyborów (Silezië)
Przyborów is een dorp in de Poolse woiwodschap Silezië. De plaats maakt deel uit van de gemeente Jeleśnia en telt 1800 inwoners.